# Pachydactylus scutatus
Pachydactylus scutatus este o specie de șopârle din genul Pachydactylus, familia Gekkonidae, descrisă de John Hewitt în anul 1927.

## Subspecii
Această specie cuprinde următoarele subspecii:
- P. s. angolensis
- P. s. scutatus